# Université de Coimbra
 (juin 2020).
L'université de Coimbra ou université de Coïmbre (en portugais Universidade de Coimbra) est une université portugaise publique située à Coimbra, Portugal. C'est une des plus anciennes universités en exercice en Europe et dans le monde, la plus ancienne du pays, et un des plus importants organismes de recherche et d'enseignement supérieur du Portugal. Seul pôle universitaire de grande envergure du pays jusqu'au XXe siècle, elle a été fréquentée par un nombre exceptionnel de chercheurs, de scientifiques, d'écrivains et d'hommes politiques au fil des siècles.
Son histoire remonte au siècle qui suit la fondation de la nation portugaise, le 1er mars 1290, quand a été signé à Leiria par le roi Denis Ier de Portugal le document Scientiae thesaurus mirabilis, qui crée l'université et demande au pape la confirmation, donnée le 9 août de la même année.
L'université offre un total de 330 formations couvrant un vaste champ de connaissances, dont 35 licences, 111 masters, 12 masters intégrés, 69 doctorats et 103 certificats.
L'université de Coimbra comprend plus de 25 000 étudiants et abrite près de 21 % d'étudiants internationaux. Elle participe aux échanges universitaires européens du Réseau d'Utrecht et du Groupe de Coïmbre.

## Historique

### Emplacement
L’université est fondée en 1290 par le roi Denis 1er. Elle est tout d’abord implantée à Lisbonne sous le nom de Studium Generale (Estudo Geral). Scientiae thesaurus mirabilis, la charte royale annonçant l’institution de l’université est datée du 1er mars de cette année. La bulle du pape Nicolas IV, datée du 9 août 1290, reconnaît l’Estudo Geral, avec les facultés d’art, droit canonique, droit civil et médecine, réservant la théologie aux couvents dominicains et franciscains.
Installée à l’origine dans l’actuelle zone du Largo do Carmo à Lisbonne, l’université est transférée à Coimbra en 1308. Cette ville a déjà une tradition dans l’éducation, hébergeant l’école du monastère de Santa Cruz. L’université est alors installée au lieu-dit « Estudos velhos », qui correspond à l’endroit où se trouve de nos jours la bibliothèque.
En 1338, sous le règne de Alphonse IV, elle est réinstallée à Lisbonne, d’où elle retournera en 1354, cette fois pour le centre de la ville qui est à cette époque en pleine expansion. En 1377, sous le règne de Ferdinand Ier, elle est de nouveau transférée à Lisbonne, où elle restera pour un siècle et demi. C’est probablement de cette époque – autour de 1380 – que date l’autorisation d’enseigner la théologie.
En 1537, durant le règne de Jean III, l’université s’établit définitivement à Coimbra, où elle est installée dans le palais de l’Alcaçova. Ce roi entend y faire entrer les idées neuves nées en Italie au siècle précédent. Il crée des bourses pour que les Portugais puissent étudier à l'étranger, et nomme l'érudit André de Gouveia, jusque-là actif à Paris, principal du Collège des Arts et des Humanités qu'il a fondé (1547). Ce dernier fait venir à son tour de nombreux professeurs, parmi lesquels Élie Vinet (théologie), Pedro Nunes (mathématiques), et Diogo de Teive (droit, grec ancien). Dès 1548, le collège comprend 1 200 élèves. Tandis que les enseignants et la bibliothèque sont transférés de Lisbonne à Coïmbre, des collèges universitaires sont créés (ils seront abolis au XIXe siècle). Le long de la rue de Sofia (Sofia, mot grec pour sagesse et science) on trouvait sept de ces collèges et leurs églises, :
- collège des Carmes (Colégio do Carmo),
- collège de la Grâce (Colégio da Graça),
- collège Saint-Pierre (Colégio de São Pedro),
- collège Saint-Thomas (Colégio de São Tomás),
- collège Saint-Bernard ou du Saint-Esprit (Colégio de São Bernardo),
- collège Saint-Bonaveture (Colégio de São Boaventura),
- collège des Arts (Real Colégio das Artes e Humanidades ou simplement Colégio das Artes) (1542-1837),
- ancien couvent Saint-Dominique (Convento de São Domingos),

### Statut
L'université reçoit ses premiers statuts en 1309, sous le nom de Charta magna privilegiorum.
Les seconds statuts sont promulgués en 1431, sous le règne de D. João I, avec des dispositions sur la fréquence, les examens, les grades, les frais et aussi sur le costume académique.
Sous le règne de Manuel Ier, en 1503, l'université reçoit ses troisièmes statuts, cette fois avec des considérations sur le recteur, les disciplines, les salaires des maîtres, les épreuves académiques et la cérémonie de remise du doctorat.

## Organisation
L'université possède 3 campus, 1 stade, 1 théâtre, 2 musées, 14 résidences estudiantines et 16 bibliothèques.

### Administration
Le Conseil général, le Recteur et le Conseil de gestion sont les organes directeurs de l'université de Coimbra.
Le Conseil général comprend 35 membres: des représentants des professeurs, des chercheurs, des étudiants et des travailleurs non enseignants et non chercheurs de l'université de Coimbra, ainsi que des personnalités reconnues à l'extérieur de l'établissement. Parmi les pouvoirs du Conseil général figurent l'élection du Recteur (ainsi que son remplacement, sa suspension ou sa révocation), l'appréciation des actes du Recteur et du Conseil de gestion, la proposition d'initiatives qu'il juge nécessaire au bon fonctionnement de l'Université et l'approbation des amendements des statuts de l'université, conjointement avec le Sénat.
Le Recteur est la plus haute instance dirigeante et de représentation externe de l'Université. Parmi ses compétences figurent la préparation et la présentation au Conseil général de propositions d'un plan stratégique à moyen terme, d'un rapport d'activité annuel, de comptes annuels consolidés et de création, transformation ou extinction d'unités organiques de l'établissement. Il est également chargé de prendre les mesures nécessaires pour garantir la qualité de l'enseignement, de la recherche, du développement et de l'innovation, de superviser la gestion administrative et financière de l'Université, en plus d'exercer un pouvoir disciplinaire, entre autres fonctions.
Le Conseil de gestion est chargé de la gestion administrative, patrimoniale, financière et des ressources humaines de l'université. Il se compose du recteur, qui préside, d'un vice-recteur nommé par lui et de l'administrateur de l'université. Le recteur peut également désigner jusqu'à deux personnes supplémentaires, avec la possibilité d'être invité à participer aux réunions du Conseil de gestion, sans droit de vote, et aux directoires des facultés, services et autres unités organiques de l'université.

### Liste des facultés
- Faculté des lettres
- Faculté de droit
- Faculté de médecine
- Faculté des sciences et technologies
- Faculté de pharmacie
- Faculté d'économie
- Faculté de psychologie et des sciences de l'éducation
- Faculté des sciences du sport et de l'éducation physique
- Institut d'investigation interdisciplinaire
- Collège des arts

### Unités de recherche
L'université possède 41 centres et instituts de recherche répartis en 6 domaines :
- Sciences exactes
- Sciences de la nature
- Sciences sociales
- Sciences de la santé
- Sciences de l'ingénierie et des technologies
- Arts et humanités

## Étudiants

### Sports
En 1887, les étudiants ont créé leur propre club de football, l'Associação Académica de Coimbra, qui a remporté 2 Coupes du Portugal et 2 Ledman LigaPro.

### Traditions
Les étudiants et étudiantes de l'université portent généralement, sans obligation, un costume traditionnel : cape noire, chemise blanche et costume noir pour les garçons ; cape noire, chemisier blanc, veste et jupe noire pour les filles.

## Personnalités liées à l'université
- André de Gouveia (1497-1548), fondateur du collège des Arts de l’université
- Pedro Nunes (1502-1578), mathématicien, premier professeur de mathématiques de l'université
- Élie Vinet (1509-1587), humaniste français, philologue, archéologue, traducteur et historien de la Renaissance
- Luís Vaz de Camões (1525-1578), poète, dramaturge et soldat portugais
- Manoel Pimenta (1542-v.1603), poète néolatin
- Gregório de Matos (1636-1696), poète satiriste portugais du Brésil colonial
- Marquis de Pombal (1699-1782), Premier ministre et despote éclairé
- António José da Silva (1705-1739), dramaturge portugais
- José Anastácio da Cunha (1744-1787), militaire et mathématicien
- José A.F.O. Correia, chercheur, professeur des universités et ingénieur portugais
- Tomás Antônio Gonzaga (1744-1810), l'un des plus importants poètes néoclassiques portugais du Brésil colonial
- Felix de Avelar Brotero (1744-1828), botaniste portugais
- Eça de Queirós (1845-1900), romancier et diplomate portugais
- António Pereira Nobre (1867-1900), poète portugais
- António Egas Moniz (1874-1955), neurologue, psychochirurgien, chercheur, professeur, écrivain et homme politique portugais, prix Nobel de physiologie ou médecine 1949
- Aristides de Sousa Mendes (1885-1954) : consul du Portugal, nommé "Juste parmi les Nations" en 1966
- António de Oliveira Salazar (1889-1970), Premier ministre et dictateur portugais
- João Dias (1926-1949), écrivain mozambicain
- Lilica Boal (1934-), historienne, philosophe, éducatrice et militante antifasciste au Cap-Vert.
- António Manuel Botelho Hespanha (1945-2019), historien et juriste portugais.
- Xanana Gusmão (1946-), leader indépendantiste, premier président de la République et homme politique du Timor Lorosae
- Marta Temido (née en 1974), femme politique portugaise

## Actualité et partenariats
L'université de Coimbra va profiter de la rénovation de son stade universitaire pour y installer plusieurs panneaux photovoltaïques et produire de l'énergie électrique et thermique. L'université possède aujourd'hui 2130 panneaux photovoltaïques capables de produire une énergie renouvelable de 502 kW.
Depuis quelques années, l'université de Coimbra a multiplié les partenariats avec des universités ou grandes écoles françaises dans le cadre du programme Erasmus, notamment :
- L'université Paris-Nanterre
- L'université de Poitiers
- L'université Paris-Est-Créteil-Val-de-Marne
- L'université Bretagne-Sud
- L'université de Reims-Champagne-Ardenne
- Paris School of Business
- L'Institut d'études politiques d'Aix-en-Provence
- L'Institut d'études politiques de Bordeaux, en FIFPO[7] (hors programme Erasmus)

## Galerie

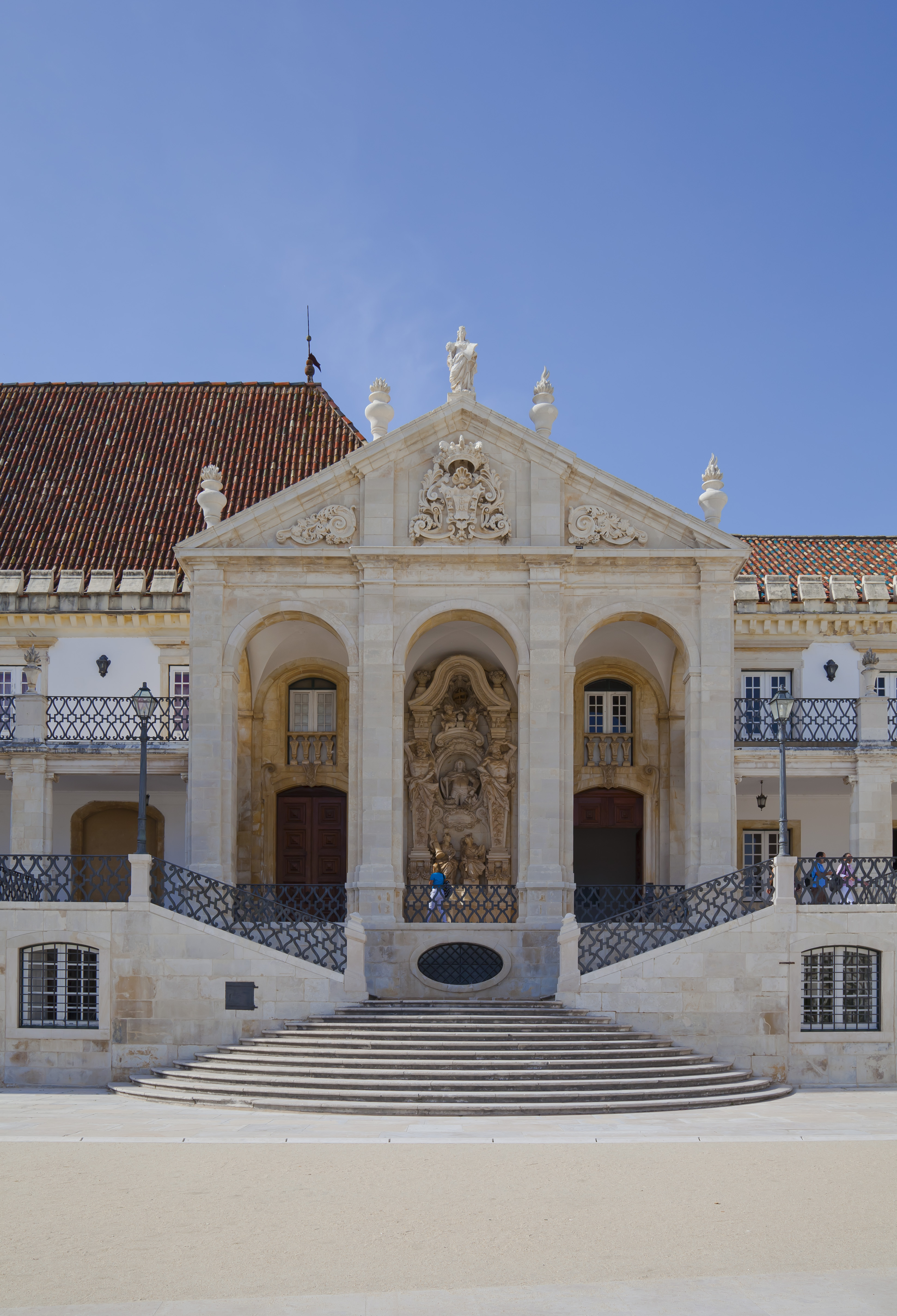
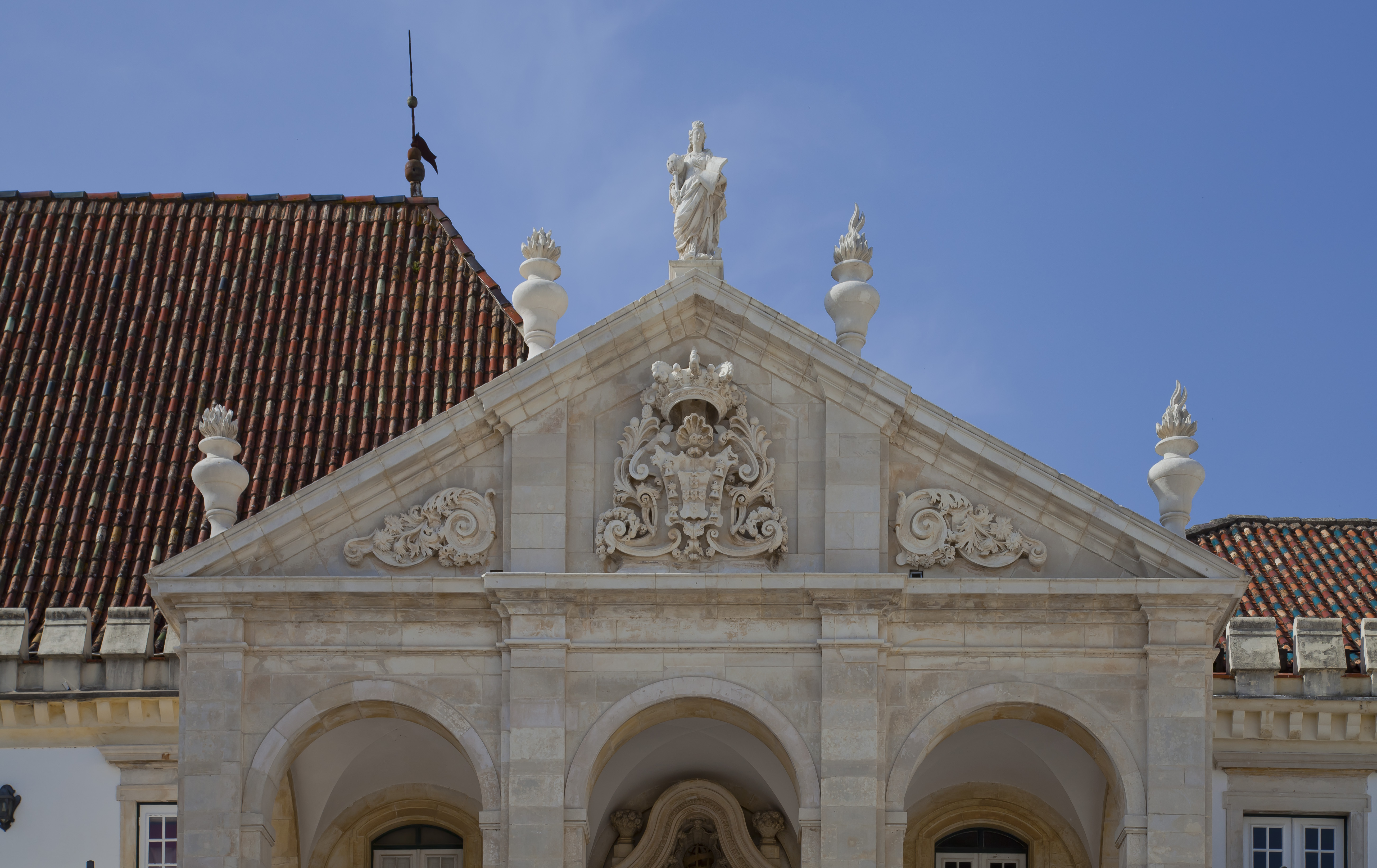
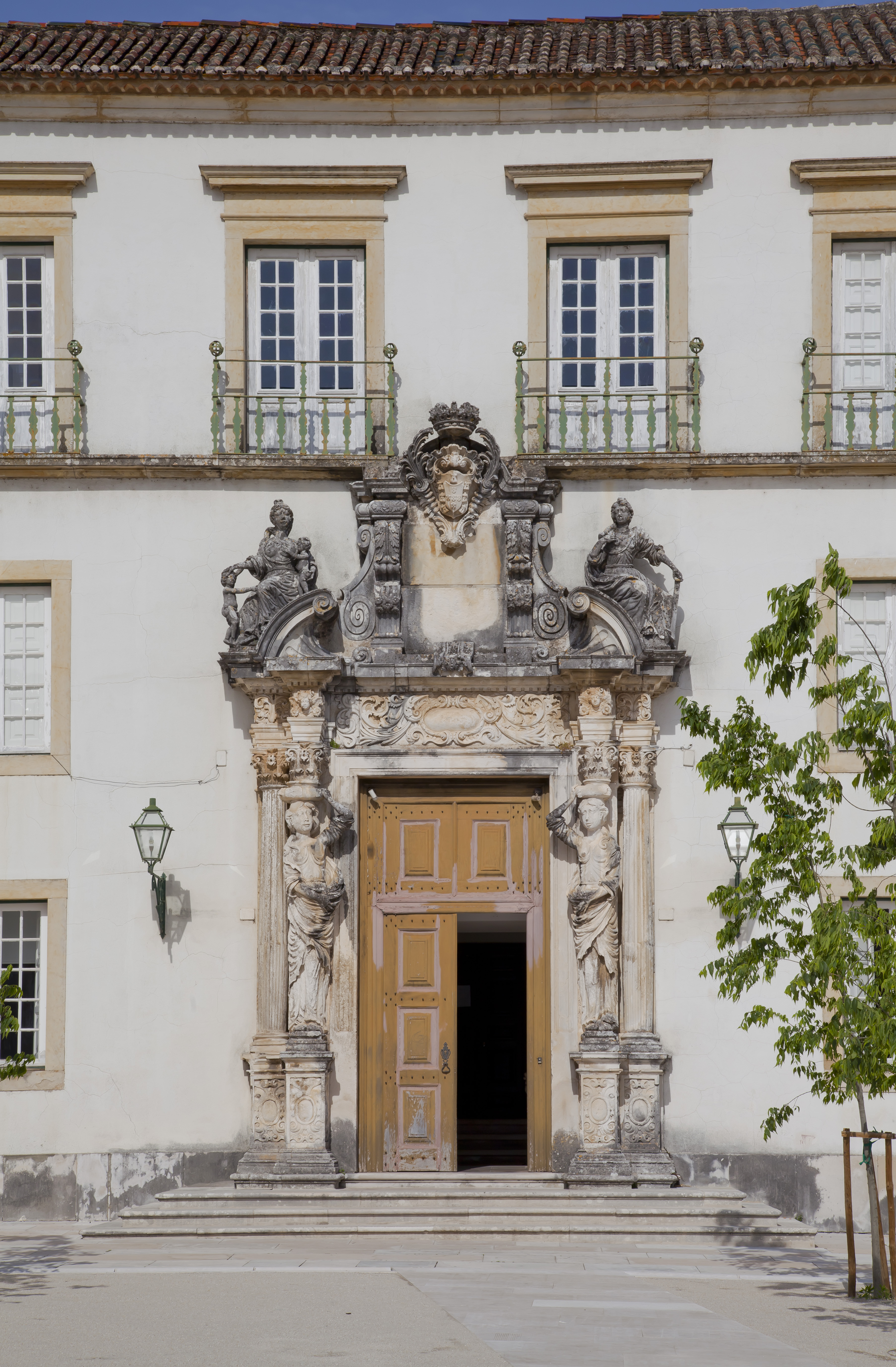
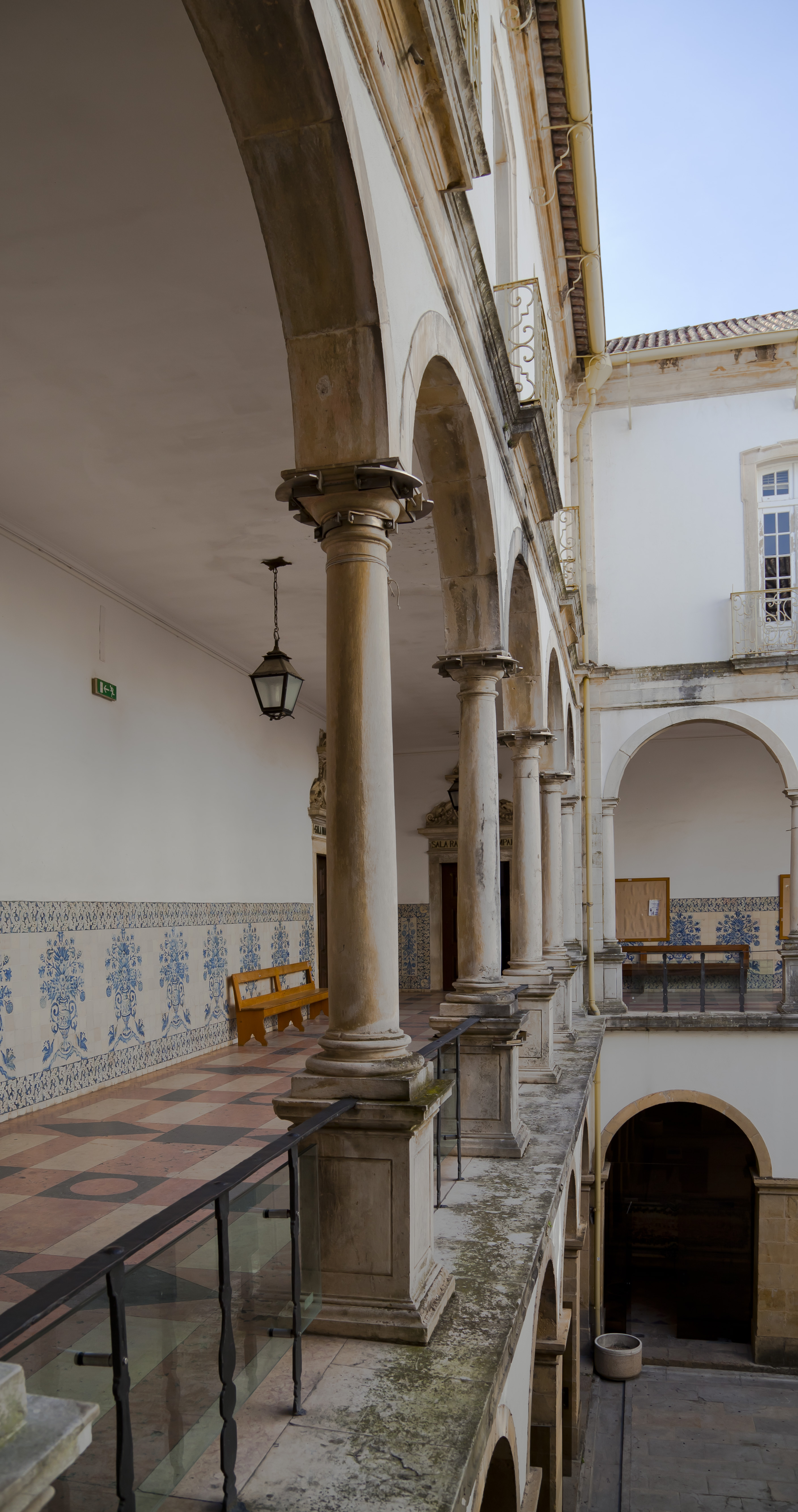
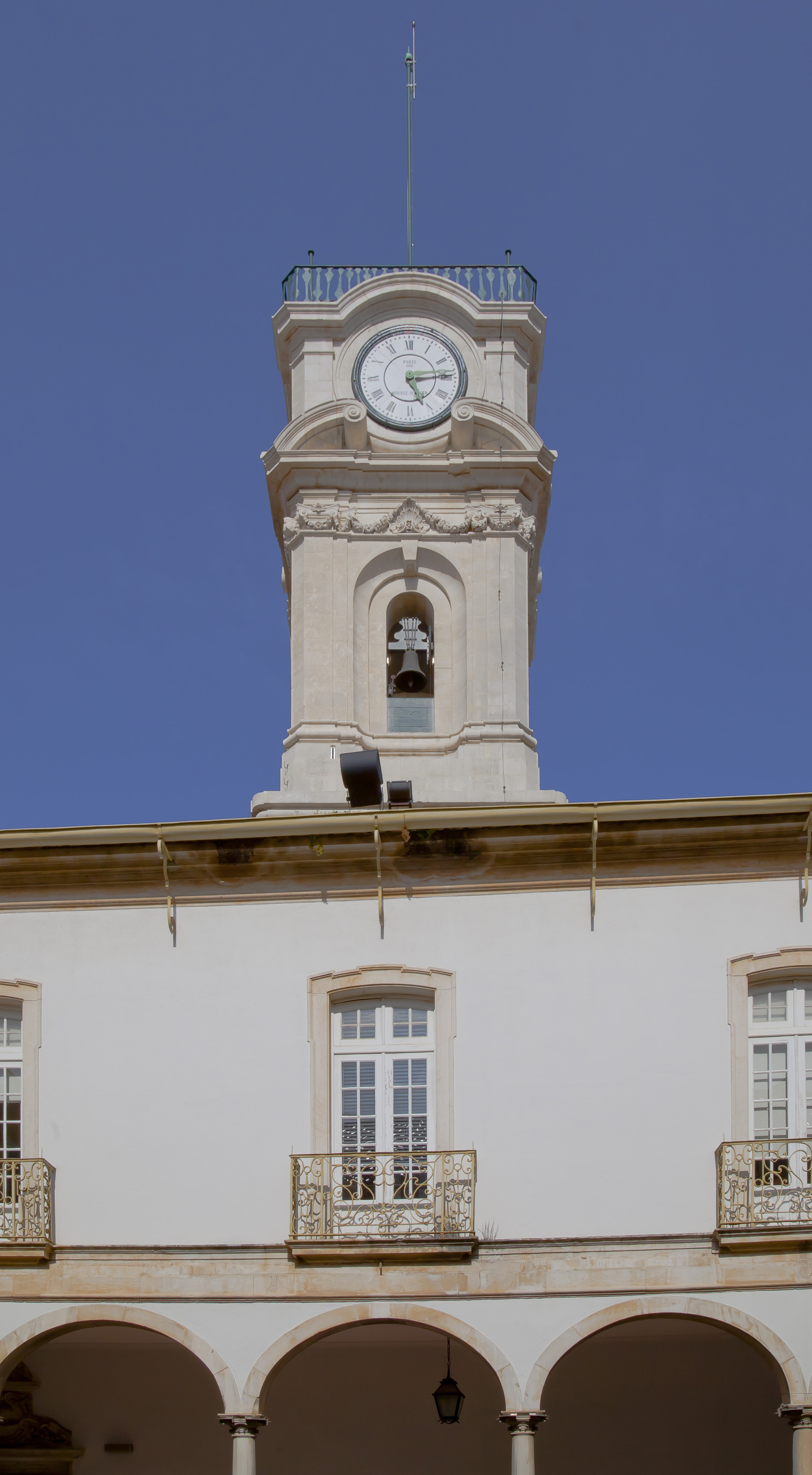
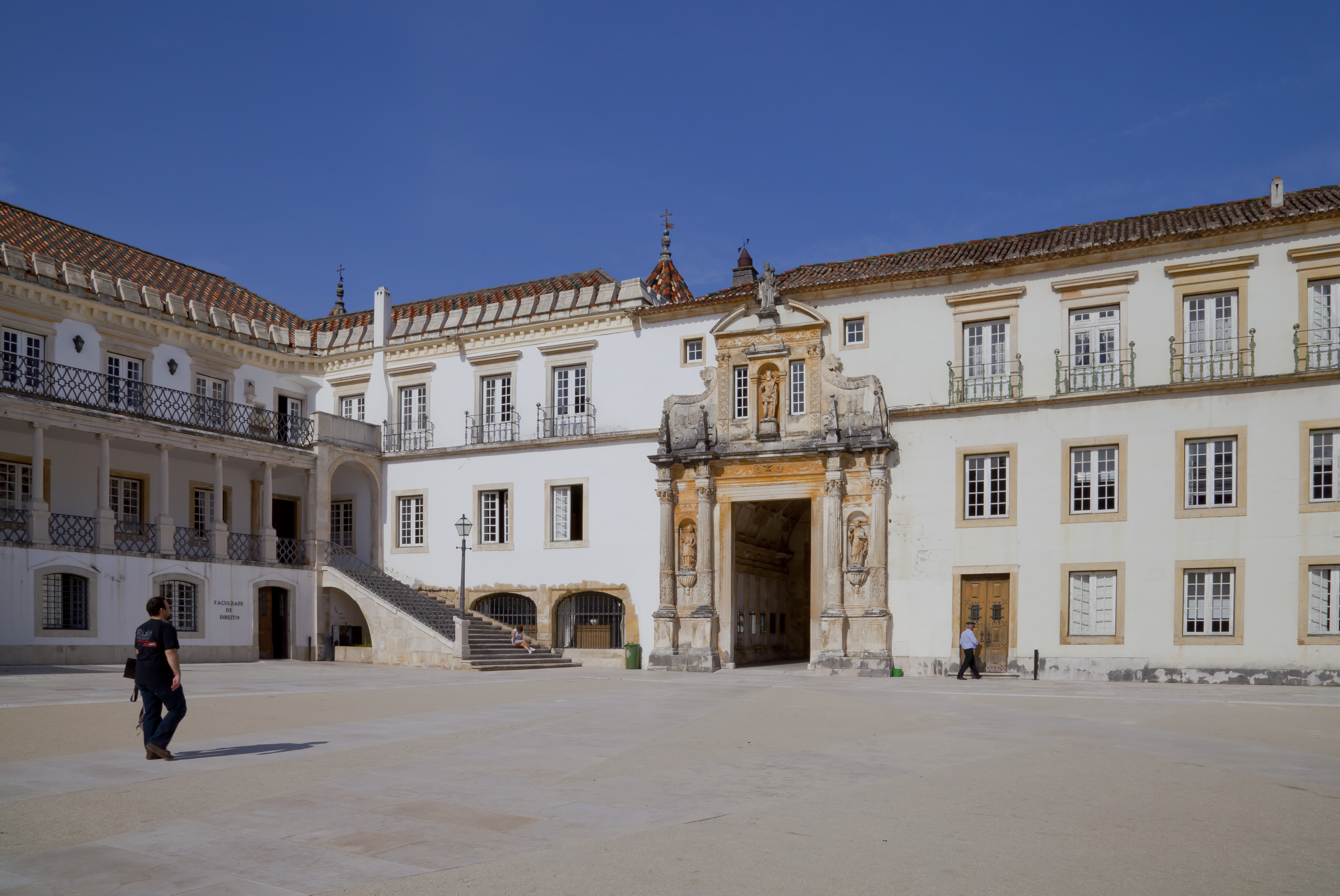
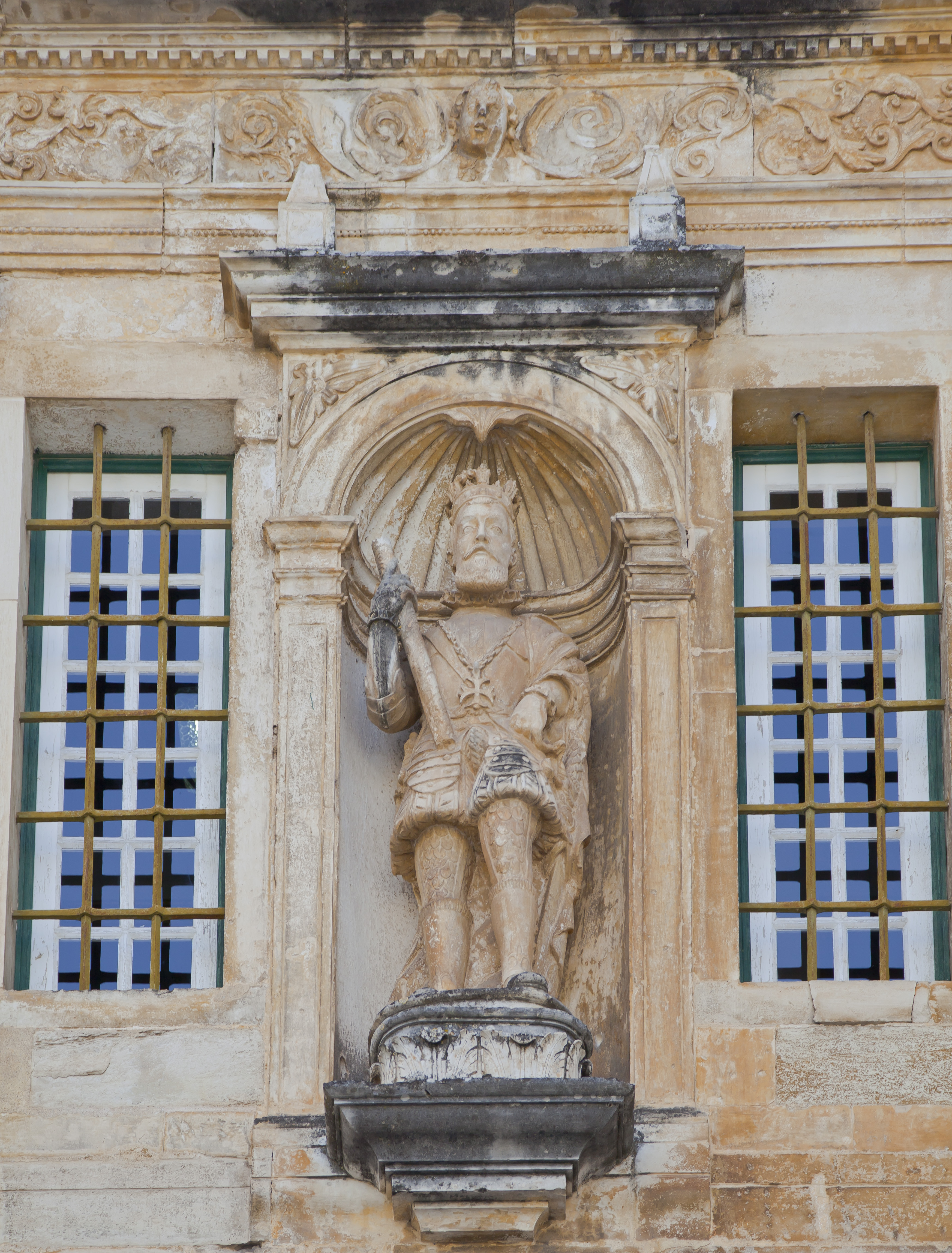
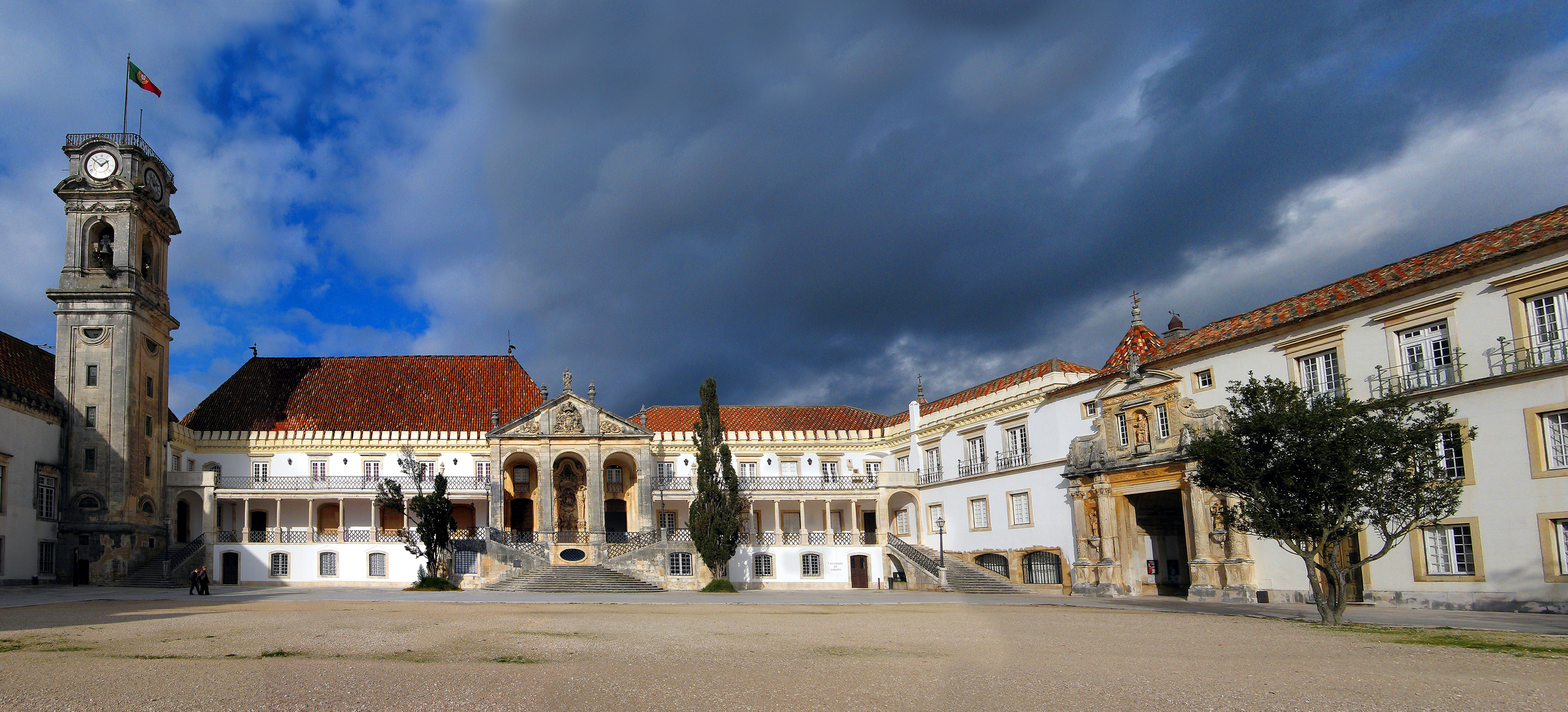
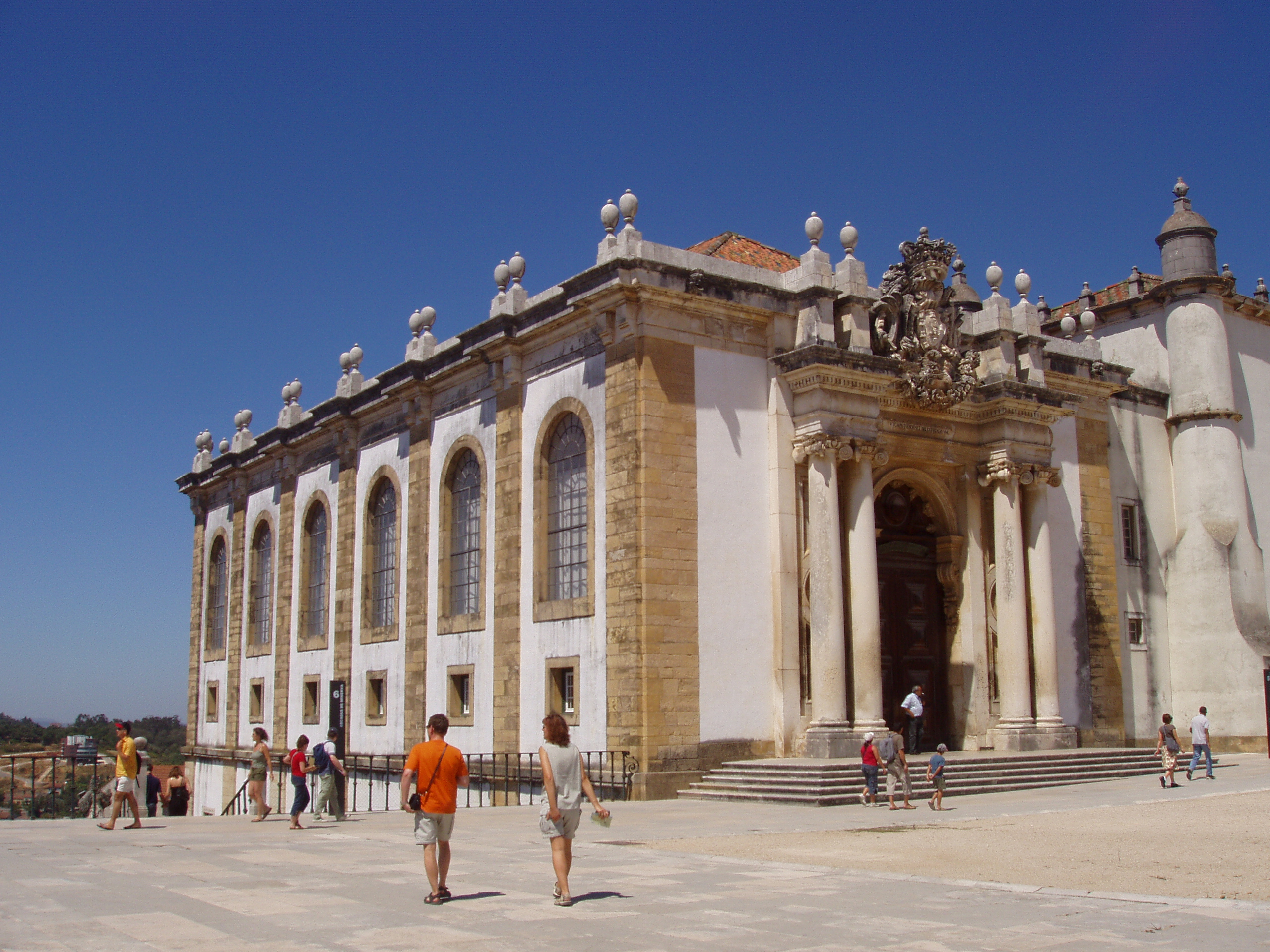
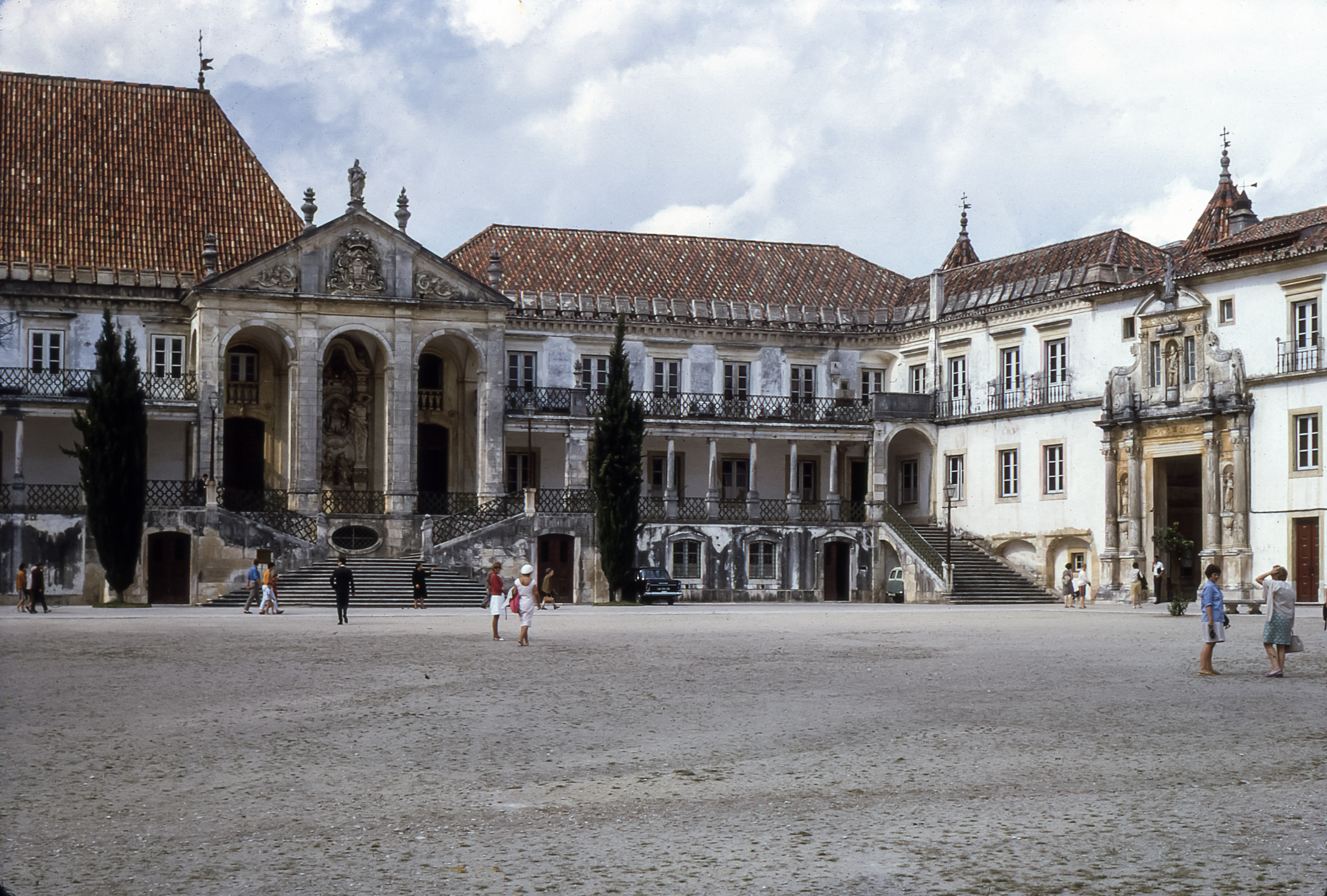
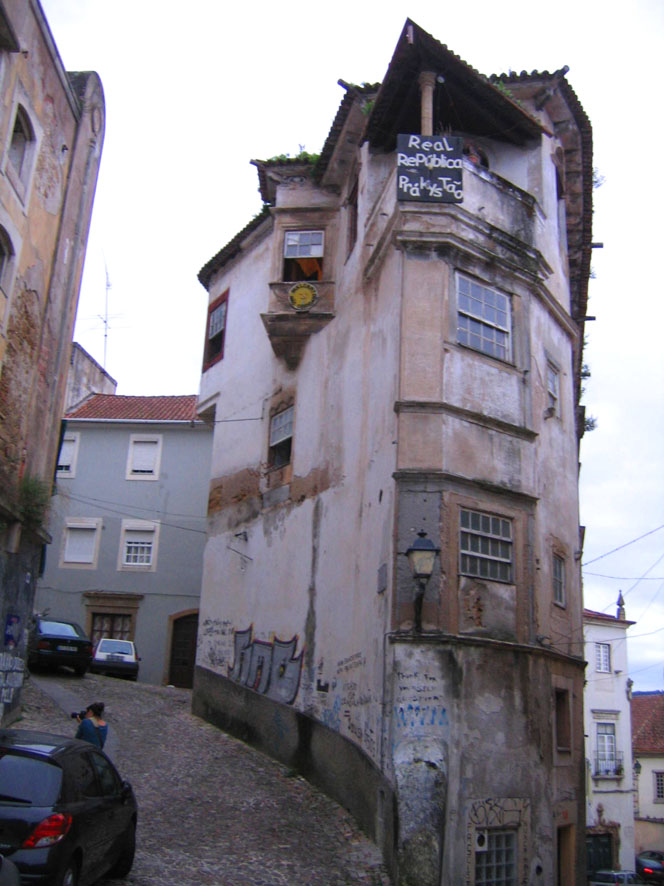
Une Republica étudiante à Coimbra.